# Samara
Samara (tiếng Nga: Сама́ра), hay từng được gọi là Kuybyshev (Ку́йбышев) từ 1935 tới 1990, là thành phố lớn thứ 6 của Nga theo dân số theo điều tra năm 2010. Thành phố này nằm ở phía đông nam khu vực châu Âu thuộc Nga, thuộc Vùng Liên bang Volga và ở ngã giao giữa sông Volga và sông Samara. Samara là trung tâm hành chính của tỉnh Samara, dân số năm 2002 của thành phố ước tính khoảng 1.157.880 người. Dân số qua các thời kỳ: 1,164,896 (Điều tra dân số 2010); 1,157,880 (Điều tra dân số 2002); 1,254,460 (Điều tra dân số năm 1989).. Vùng đô thị Samara-Tolyatti-Syzran bên trong tỉnh Samara có tổng dân số hơn 3 triệu người.
Trước đây một thành phố đóng, Samara ngày nay là một trung tâm lớn và quan trọng xã hội, chính trị, kinh tế, công nghiệp và văn hóa của châu Âu Nga, tháng năm 2007 thành phố đã tổ chức Hội nghị thượng đỉnh Nga-Liên minh châu Âu.
Samara nằm trên bờ phía đông của sông Volga, con sông làm ranh giới phía tây của nó, qua sông là dãy núi Zhiguli, mà món bia địa phương (Zhigulyovskoye) được đặt tên. phía bắc ranh giới của nó được hình thành bởi các đồi Sokolyi (tiếng Nga: Сокольи горы) và các thảo nguyên ở phía nam và phía đông. Đất trong phạm vi ranh giới thành phố bao gồm 46.597 ha. Samara có khí hậu lục địa đặc trưng bởi mùa hè nóng và mùa đông lạnh.
Đời sống của công dân Samara đã luôn luôn được tự bản chất liên quan đến sông Volga, con sông không chỉ phục vụ như là lộ thương mại chính của Nga trong suốt nhiều thế kỷ, nhưng cũng đã có rất nhiều kháng cáo hình ảnh. Phía trước sông Samara là một trong những nơi vui chơi giải trí ưa thích của người dân địa phương và khách du lịch. Sau khi tiểu thuyết gia Liên Xô Vasily Aksyonov thăm Samara, ông nhận xét: "Tôi không chắc chắn nơi nào ở phương Tây có thể tìm thấy một bờ nước dài và đẹp như thế, chỉ có thể chỉ xung quanh hồ Geneva."

## Khí hậu
| Dữ liệu khí hậu của Samara              | Dữ liệu khí hậu của Samara | Dữ liệu khí hậu của Samara | Dữ liệu khí hậu của Samara | Dữ liệu khí hậu của Samara | Dữ liệu khí hậu của Samara | Dữ liệu khí hậu của Samara | Dữ liệu khí hậu của Samara | Dữ liệu khí hậu của Samara | Dữ liệu khí hậu của Samara | Dữ liệu khí hậu của Samara | Dữ liệu khí hậu của Samara | Dữ liệu khí hậu của Samara | Dữ liệu khí hậu của Samara |
| Tháng                                   | 1                          | 2                          | 3                          | 4                          | 5                          | 6                          | 7                          | 8                          | 9                          | 10                         | 11                         | 12                         | Năm                        |
| --------------------------------------- | -------------------------- | -------------------------- | -------------------------- | -------------------------- | -------------------------- | -------------------------- | -------------------------- | -------------------------- | -------------------------- | -------------------------- | -------------------------- | -------------------------- | -------------------------- |
| Cao kỉ lục °C (°F)                      | 5.2 (41.4)                 | 6.8 (44.2)                 | 16.5 (61.7)                | 31.1 (88.0)                | 33.7 (92.7)                | 38.4 (101.1)               | 39.4 (102.9)               | 39.9 (103.8)               | 33.8 (92.8)                | 26.0 (78.8)                | 14.7 (58.5)                | 7.3 (45.1)                 | 39.9 (103.8)               |
| Trung bình ngày tối đa °C (°F)          | −6.8 (19.8)                | −6.1 (21.0)                | 0.4 (32.7)                 | 12.0 (53.6)                | 20.7 (69.3)                | 25.3 (77.5)                | 26.9 (80.4)                | 24.9 (76.8)                | 18.5 (65.3)                | 9.8 (49.6)                 | 0.1 (32.2)                 | −5.4 (22.3)                | 10.0 (50.0)                |
| Trung bình ngày °C (°F)                 | −9.9 (14.2)                | −9.6 (14.7)                | −3.4 (25.9)                | 7.0 (44.6)                 | 14.9 (58.8)                | 19.7 (67.5)                | 21.5 (70.7)                | 19.4 (66.9)                | 13.4 (56.1)                | 6.0 (42.8)                 | −2.4 (27.7)                | −8.2 (17.2)                | 5.7 (42.3)                 |
| Tối thiểu trung bình ngày °C (°F)       | −12.8 (9.0)                | −12.8 (9.0)                | −6.7 (19.9)                | 2.9 (37.2)                 | 9.8 (49.6)                 | 14.9 (58.8)                | 16.7 (62.1)                | 14.7 (58.5)                | 9.3 (48.7)                 | 3.1 (37.6)                 | −4.5 (23.9)                | −10.8 (12.6)               | 2.0 (35.6)                 |
| Thấp kỉ lục °C (°F)                     | −43.0 (−45.4)              | −36.9 (−34.4)              | −31.4 (−24.5)              | −20.9 (−5.6)               | −4.9 (23.2)                | −0.4 (31.3)                | 6.3 (43.3)                 | 2.3 (36.1)                 | −3.4 (25.9)                | −15.7 (3.7)                | −28.1 (−18.6)              | −41.3 (−42.3)              | −43.0 (−45.4)              |
| Lượng Giáng thủy trung bình mm (inches) | 53 (2.1)                   | 42 (1.7)                   | 34 (1.3)                   | 39 (1.5)                   | 36 (1.4)                   | 56 (2.2)                   | 57 (2.2)                   | 46 (1.8)                   | 44 (1.7)                   | 53 (2.1)                   | 52 (2.0)                   | 51 (2.0)                   | 563 (22.2)                 |
| Số ngày mưa trung bình                  | 4                          | 3                          | 5                          | 11                         | 14                         | 15                         | 14                         | 12                         | 14                         | 14                         | 10                         | 6                          | 122                        |
| Số ngày tuyết rơi trung bình            | 24                         | 20                         | 14                         | 4                          | 1                          | 0.1                        | 0                          | 0                          | 0.3                        | 4                          | 15                         | 22                         | 104                        |
| Độ ẩm tương đối trung bình (%)          | 83                         | 80                         | 79                         | 67                         | 58                         | 64                         | 67                         | 69                         | 73                         | 76                         | 83                         | 83                         | 74                         |
| Số giờ nắng trung bình tháng            | 64                         | 102                        | 149                        | 214                        | 305                        | 303                        | 310                        | 275                        | 190                        | 108                        | 47                         | 46                         | 2.113                      |
| Nguồn 1: Pogoda.ru.net                  |                            |                            |                            |                            |                            |                            |                            |                            |                            |                            |                            |                            |                            |
| Nguồn 2: NOAA (nắng, 1961–1990)         |                            |                            |                            |                            |                            |                            |                            |                            |                            |                            |                            |                            |                            |

## Liên kết
- Samara trên DMOZ